# Commandement des actions dans la profondeur et du renseignement
Le commandement des actions dans la profondeur et du renseignement (CAPR) est une grande unité militaire de l'Armée de terre française.
Créé en 2016 en tant que commandement du renseignement (COM RENS), il prend son appellation et sa structure actuelle en 2024.

## Histoire
Le commandement du renseignement (COM RENS) est créé le 1er juillet 2016 dans le cadre du plan de réorganisation de l'Armée de terre nommé « Au contact ». Il succède à la brigade de renseignement.
Sa cérémonie de création est organisée place de la République à Strasbourg le 28 septembre 2016.
Basé à Strasbourg, il occupe dans un premier temps la caserne Turenne. 
Le centre du renseignement terre (CRT), chargé d'exploiter et de synthétiser les informations venues du terrain, est créé en parallèle. 
Au cours de l’été 2021, le commandement du renseignement s’installe au quartier Stirn.
Le plan de réorganisation  « Armée de terre de combat » le transforme en commandement des actions dans la profondeur et du renseignement (CAPR) lors d'une cérémonie le 4 septembre 2024.
Il devient ainsi l'un des commandements Alpha de l'Armée de terre. Ces derniers sont dédiés à l'appui du combat du corps et des divisions dans les domaines de l’hybridité et de la profondeur, du commandement et de la maîtrise de la zone arrière.
En plus des unités de renseignement, le CAPR intègre désormais la 4e brigade d'aérocombat et la 19e brigade d'artillerie. Les unités du CAPR doivent opérer entre 50 et 500 kilomètres derrière la ligne de front afin de détecter et frapper les cibles ennemies, en particulier les postes de commandement, l'artillerie et la logistique.
Le bataillon de renseignement de réservistes spécialistes (B2RS), directement rattaché au CAPR, est créé le 3 juin 2024.

## Composition

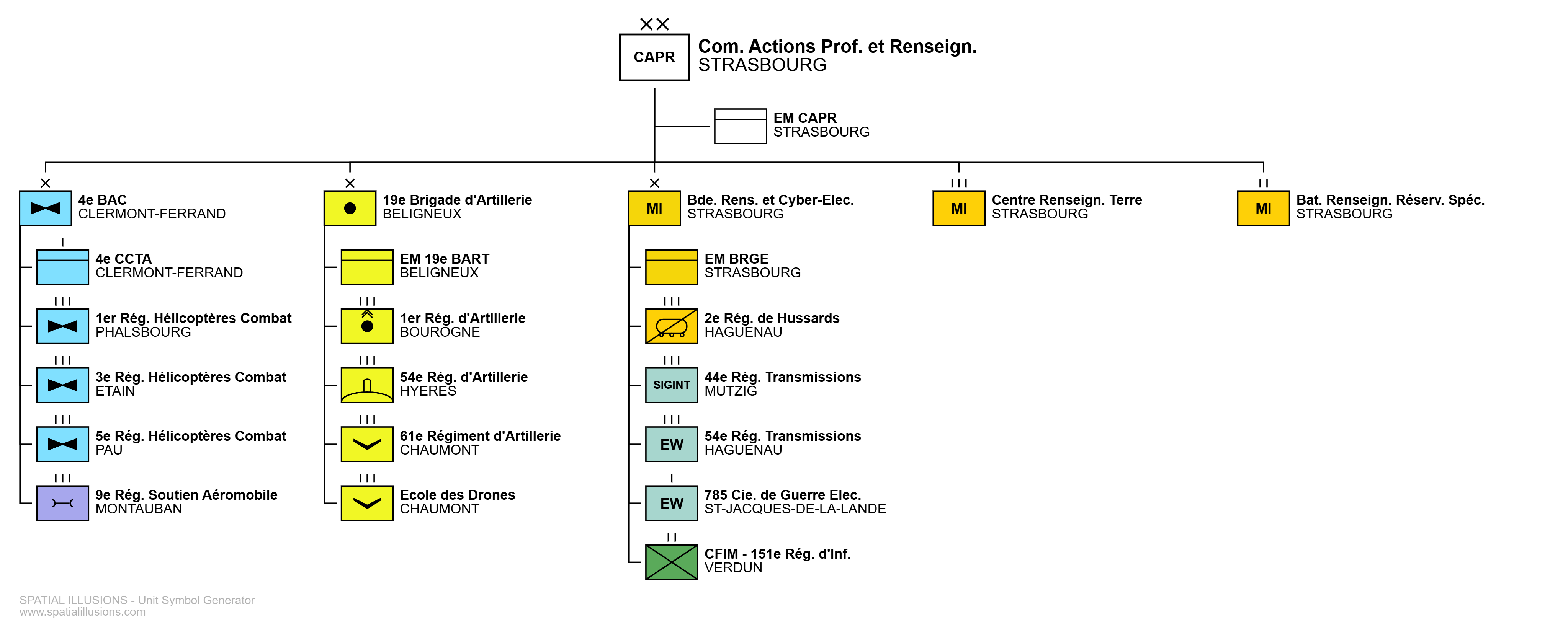
Commandement des actions dans la profondeur et du renseignement

- Centre du renseignement terre (CRT) de Strasbourg
- Bataillon de renseignement de réservistes spécialistes (B2RS) de Strasbourg, Paris et Toulouse
- Brigade de renseignement et cyber-électronique de Strasbourg

| Régiments                             | Abréviation | Localisation              |
| ------------------------------------- | ----------- | ------------------------- |
| 2e régiment de hussards               | 2e RH       | Haguenau                  |
| 44e régiment de transmissions         | 44e RT      | Mutzig                    |
| 54e régiment de transmissions         | 54e RT      | Haguenau                  |
| 785e compagnie de guerre électronique | 785e CGE    | Saint-Jacques-de-la-Lande |
| 151e groupement d'instruction         | 151e GI     | Verdun                    |

- 4e brigade d'aérocombat de Clermont-Ferrand

| Régiments                                                             | Abréviation | Localisation     |
| --------------------------------------------------------------------- | ----------- | ---------------- |
| 1er régiment d'hélicoptères de combat                                 | 1er RHC     | Phalsbourg       |
| 3e régiment d'hélicoptères de combat                                  | 3e RHC      | Étain            |
| 5e régiment d'hélicoptères de combat                                  | 5e RHC      | Pau-Uzein        |
| 9e régiment de soutien aéromobile                                     | 9e RSAM     | Montauban        |
| 4e compagnie de commandement de transmissions et soutien d'aérocombat | 4e CCTSA    | Clermont-Ferrand |

- 19e brigade d'artillerie de Béligneux

| Régiments                 | Abréviation | Localisation | Équipements principaux |
| ------------------------- | ----------- | ------------ | ---------------------- |
| 1er régiment d'artillerie | 1er RA      | Bourogne     | LRU M270               |
| 54e régiment d'artillerie | 54e RA      | Hyères       |                        |
| 61e régiment d'artillerie | 61e RA      | Chaumont     |                        |
| Ecole des drones          | EDD         | Chaumont     |                        |